# Газневидское государство
Газневи́дское государство (перс. غزنویان‎ ġaznaviān) — тюрко-персидское государство с центром в городе Газни, образованное тюркским полководцем Алп-Тегином в 977 году, в результате падения государства Саманидов. Сын Себук-тегина, Махмуд Газневи уничтожил династию Саманидов и установил свою власть и расширил империю Газневидов до Амударьи, реки Инд и Индийского океана на востоке и до Рея и Хамадана на западе. Во время правления Масуда I династия Газневидов начала терять контроль над своими западными территориями в пользу сельджуков после битвы при Данданакане, что привело к ограничению ее владений современными Афганистаном, Пакистаном (Пенджаб и Белуджистан).
Подверглись сильной персианизации как в культуре, так и в государственном управлении, литературе, сыграли важную роль в развитии тюрко-персидской традиции, из-за чего фактически стали персидской, а не тюркской династией.

## Период расцвета

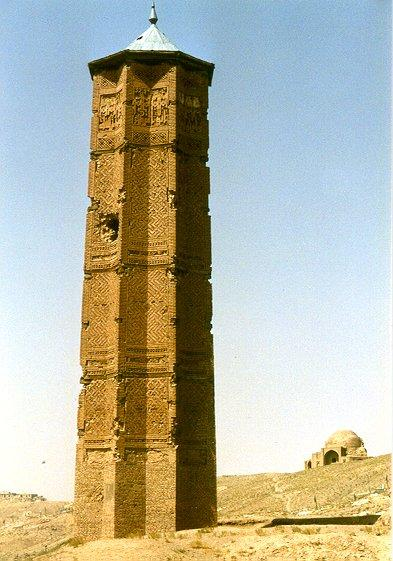
Минарет в Газни

Опорой власти Газневидов была гвардия гулямов, а также отряды газиев, которые совершали захватнические рейды на гяуров. Наибольшего могущества Газневидское государство достигло при Себук-Тегине (977—997) и Махмуде Газневи (998—1030). Во время правления Махмуда (997—1030) Газневиды поселили около Фараны в Хорасане 4000 туркменских семей. К 1027 году из-за набегов туркмен на соседние поселения правитель туса Абу Л’Аларит Арслан Джадхиб возглавил военные действия против них. Туркмены были разбиты и рассеяны по соседним землям. Хотя ещё в 1033 году Газневидский наместник Таш Фарраш казнил пятьдесят туркменских вождей за набеги на Хорасан. Во время правления Себук-Тегина в состав Газневидского государства вошла почти вся территория современного Афганистана и Пенджаба. Сын Себук-Тегина, Махмуд Газневи присоединил остаток Саманидских земель. В результате 17 походов на Северную Индию ему удалось подчинить Мултан и несколько других государственных образований в этой области.
Таким образом, в период наибольшего расцвета в состав государства к 1030 году были включены территория современного Афганистана, ряд областей Ирана, часть Мавераннахра и Хорезм, северные и северо-западные провинции Индии. Государство получило возможность контроля торговых путей между Китаем и восточным Средиземноморьем.

## Период упадка

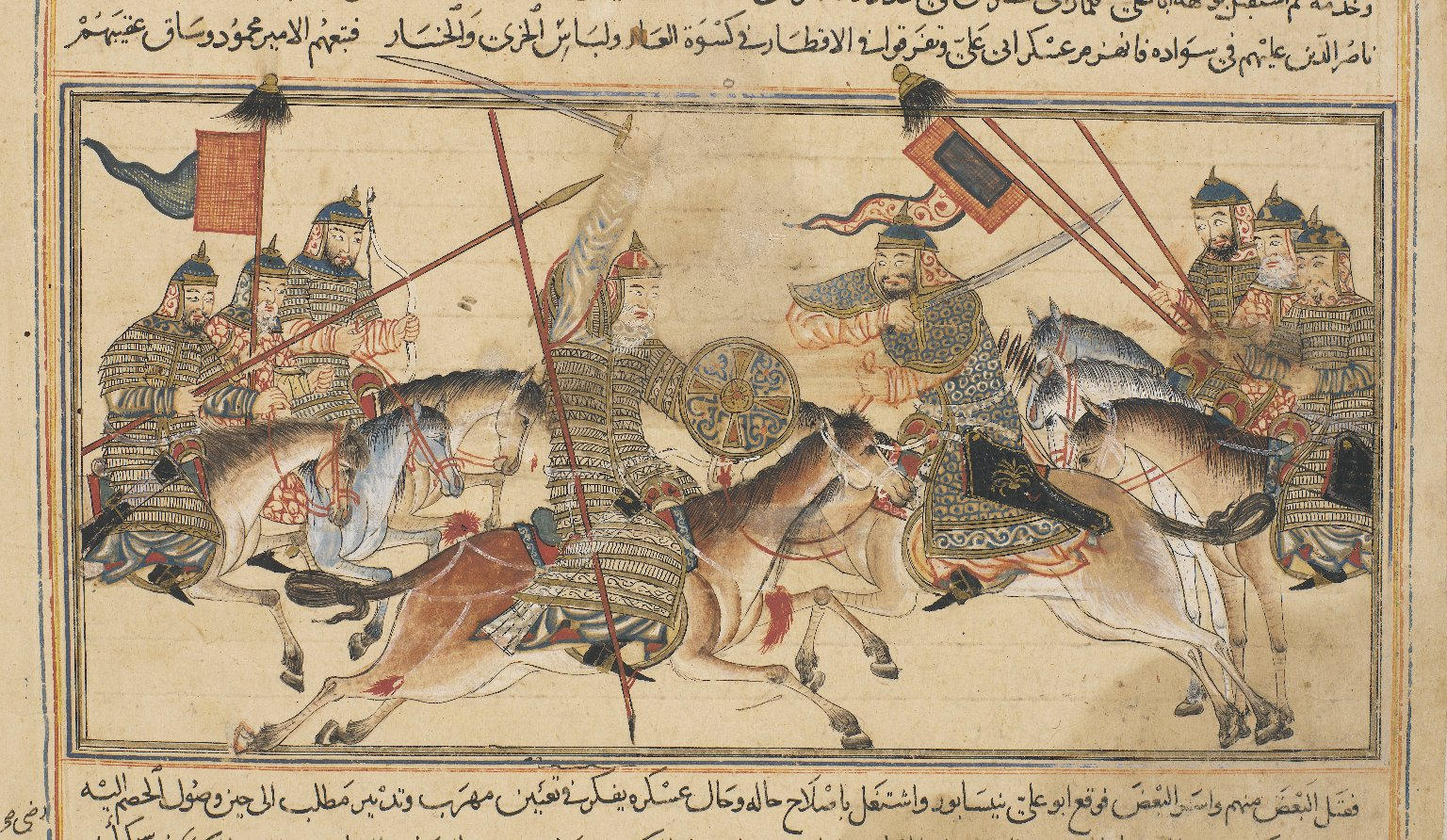
Битва между Махмудом Газневи и Абу Али Симджури

Однако завоевательные походы в конечном счёте способствовали ослаблению мощи государства. Они сопровождались разорением целых областей, разрушением оросительных систем, ограблением населения и уводом в плен десятков тысяч рабов. После смерти Махмуда Газневи, государство Газневидов начало клониться к упадку. При Масуде I был потерян Хорезм. Караханидские правители Мавераннахра отторгли земли в верховьях Амударьи. После сражения при Данданакане (1040) с Сельджукидами в состав государства входила лишь часть территории Афганистана и Пенджаба.
В 1058 году сын Масуда Ибрахим, великий каллиграф, написавший Коран своим собственным пером, стал правителем. Ибрахим восстановил усеченную империю на более прочной основе, заключив мирное соглашение с сельджуками и восстановив культурные и политические связи. При Ибрахиме и его преемниках империя наслаждалась периодом устойчивого спокойствия. Лишенная своих западных земель, она все больше поддерживалась богатствами, накопленными в результате набегов через Северную Индию, где она столкнулась с жестким сопротивлением со стороны индийских правителей, таких как Парамара Малва и Гахадвала Каннаудж.

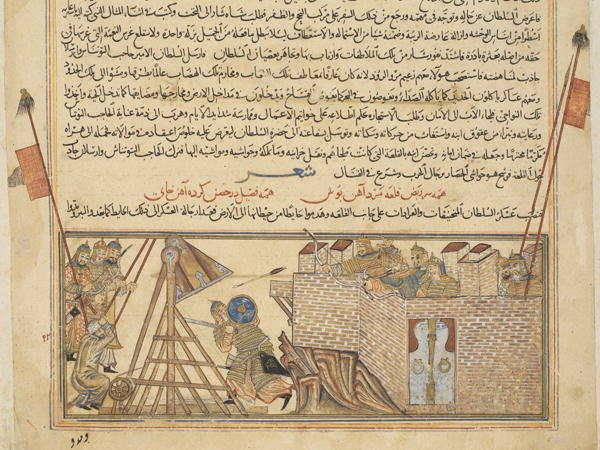
Вторжение Газневидов в Гарчистан

Последний удар был нанесён Гуридами, которые в конце 1170-х годов вытеснили Газневидов в Северную Индию. Столицей Газневидского государства стал Лахор (территория современного Пакистана). Султан Бахрам-Шах был последним правителем Газневидов, правившим Газни, первой и главной столицей Газневидов, в течение тридцати пяти лет. В 1148 году он потерпел поражение в Газни от Сайф ад-Дина Сури, но в следующем году вновь захватил столицу. Ала ад-Дин Хусейн Джахансуз, правитель Гуридов, завоевал город в 1151 году, чтобы отомстить за смерть своего брата Кутб ад-Дина, который был зятем короля, но был публично наказан и убит за незначительное преступление. Газни был возвращен Газневидам благодаря вмешательству сельджуков, которые пришли на помощь Бахраму. Борьба Газневидов с Гуридами продолжалась и в последующие годы, когда они отвоевывали у Газневидов территорию, а Газни и Забулистан были потеряны для группы огузских тюрок, прежде чем были захвачены Гуридами. Власть Газневидов в Северо-Западной Индии продолжалась вплоть до завоевания Гуридами Лахора у Хосрова Малика в 1186 году. После захвата Лахора Гуридами в 1186 году Газневидское государство прекратило своё существование.

## Армия и тактика
Ядро армии Газневидов в основном составляли тюрки, а также тысячи коренных афганцев, которые были обучены и собраны из района к югу от Гиндукуша на территории нынешнего Афганистана. Во время правления султана Махмуда в Босте (ныне Лашкаргах) был создан новый, более крупный военный учебный центр. Этот район был известен кузницами, где изготавливалось боевое оружие. Захватив и завоевав Пенджаб, Газневиды начали использовать индусов в своей армии.
Как и другие династии, возникшие из остатков Аббасидского халифата, административные традиции и военная практика Газневидов произошли от Аббасидов. Арабские кони, по крайней мере в самой ранней кампании, все еще были существенны в военных набегах Газневидов, особенно в лихих набегах вглубь вражеской территории. Как свидетельствует летопись, около 6000 арабских всадников были посланы против правителя Анандапалы в 1008 году, и существование этой арабской конницы сохранялось до 1118 года при правителе Газневидов в Лахоре.

## Культура

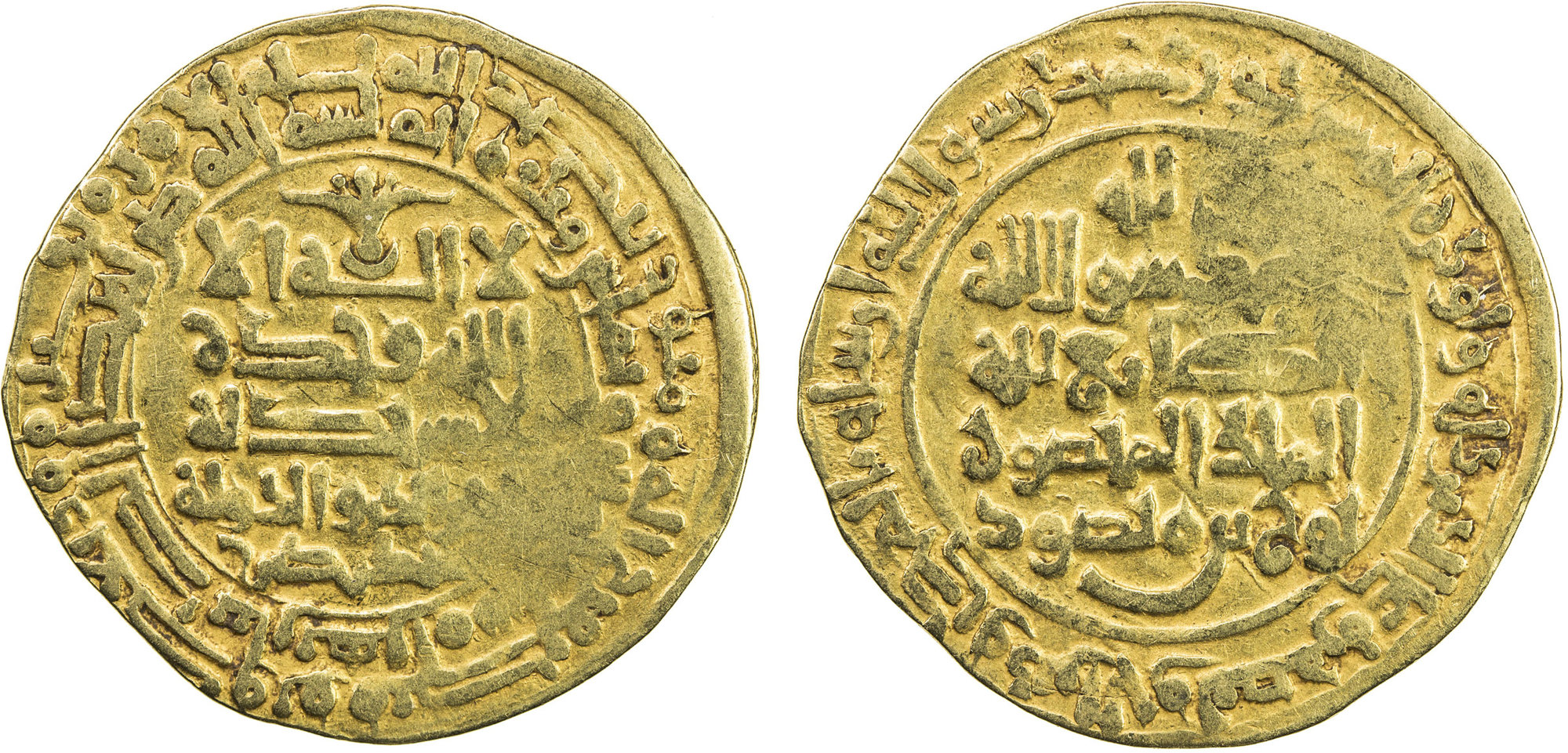
Динар Себук-Тегина

В период расцвета Газневидского государства его правители поощряли развитие науки и культуры, в том числе персидской, несмотря на тюркское происхождение властной верхушки. При дворе в Газни и в других городах государства жили и творили выдающиеся учёные и поэты (аль-Бируни, Утби, Абу-ль-Фазл Бейхаки, Гардизи, Фирдоуси и другие). Завоевательная политика Газневидов во многом способствовала проникновению ислама в Северную Индию. Возделывание заброшенных земель, сооружение и ремонт оросительных систем, строительство, а также поощрение ремесла и торговли были весьма ограничены.
Персидская литературная культура пережила Ренессанс при Газневидах в XI веке. Двор Газневидов был настолько известен своей поддержкой персидской литературы, что поэт Фаррохи Систани приехал из своей родной провинции, чтобы работать на них. Краткий сборник стихов поэта Унсури был посвящен султану Махмуду и его братьям Насру и Якубу. Другой поэт Газневидского двора, Манучехри, написал множество стихотворений о достоинствах и преимуществах употребления вина.
Султан Махмуд, смоделировав Саманидскую Бухару как культурный центр, превратил Газни в центр обучения, пригласив Фирдоуси и аль-Бируни. Он даже попытался убедить Ибн Сину, но получил отказ. Махмуд предпочел, чтобы его слава и слава были обнародованы на персидском языке, и сотни поэтов собрались при его дворе. Он привез в Газни целые библиотеки из Рая и Исфахана и даже потребовал, чтобы двор хорезмшаха послал в Газни своих ученых мужей. Благодаря его вторжению в Рей и Исфахан, персидская литературная продукция была открыта в Азербайджане и Ираке.

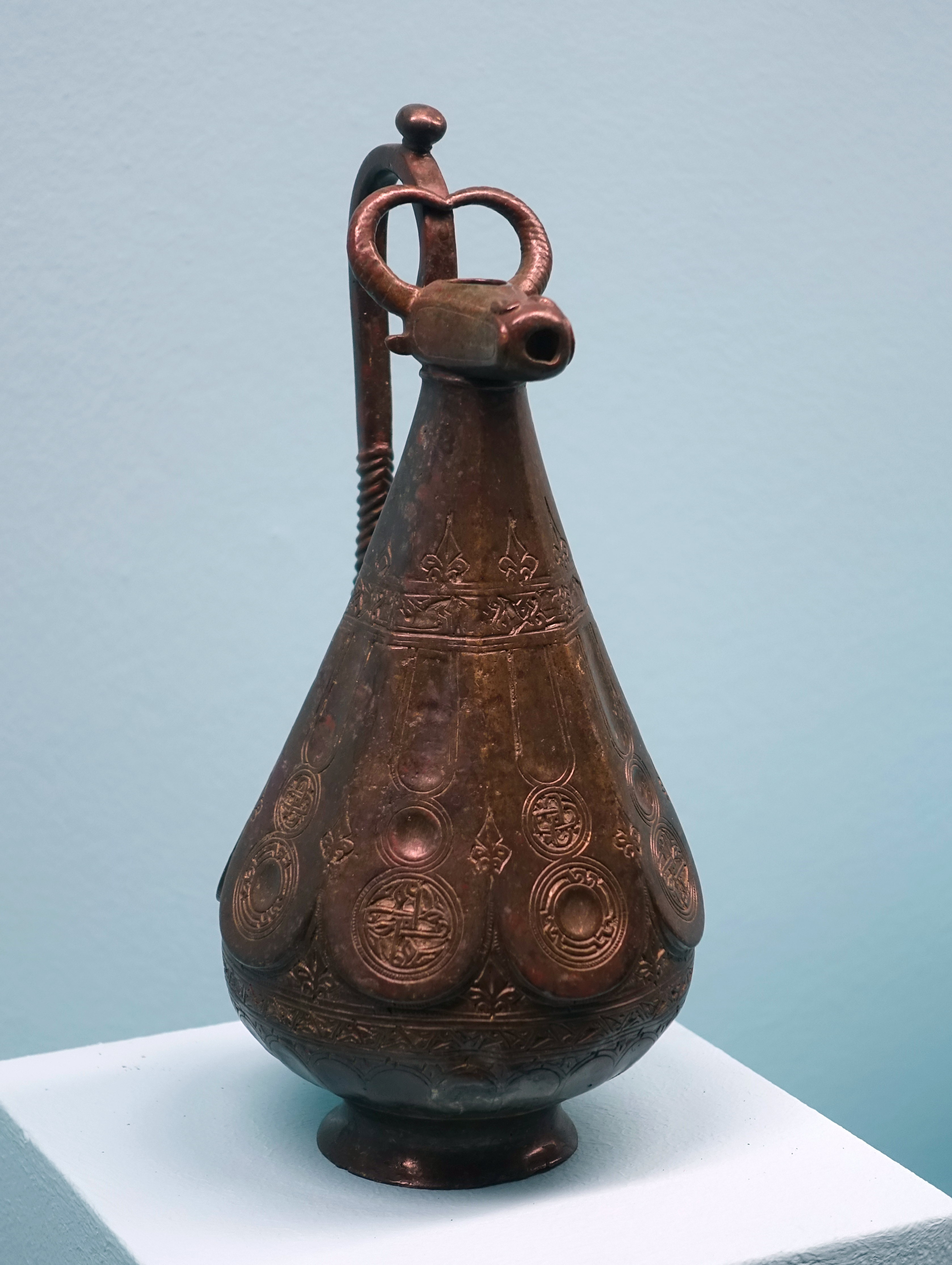
Бронзовый сосуд с носиком в виде бычьей головы, династия Газневидов, конец XI-начало XII века

Газневиды продолжали развивать историческую письменность на персидском языке, начатую их предшественниками, империей Саманидов. Примером может служить книга историка Абу-ль-Фадля Байхаки «Тарих-и Бейхаки», написанная во второй половине XI века. Хотя Газневиды были тюркского происхождения и их военачальники, как правило, принадлежали к одному корню, в результате первоначального участия Себук-Тегина и Махмуда Газни в делах Саманидов и в культурной среде Саманидов династия стала полностью персифицированной, так что на практике нельзя считать их правление в Иране иностранным господством. Они также скопировали свою административную систему у Саманидов. С точки зрения культурного первенства и поддержки персидских поэтов, они были более персидскими, чем их этнические иранские соперники, династия Буйидов, чья поддержка арабской письменности в предпочтении персидской хорошо известна.
Историк Босворт объясняет: "фактически с принятием персидского административного и культурного уклада Газневиды отбросили свое первоначальное тюркское степное происхождение и в значительной степени интегрировались с персидско-исламской традицией. В результате Газни превратился в большой центр изучения арабского языка.
С вторжением султана Махмуда в Северную Индию персидская культура утвердилась в Лахоре, где впоследствии родился знаменитый поэт Масуд Сад Салман. Лахор, находившийся под властью Газневидов в XI веке, привлек персидских ученых из Хорасана, Индии и Центральной Азии и стал крупным персидским культурным центром. Также во время правления Махмуда на монетах Газневидов стали появляться двуязычные легенды, состоящие из арабской и Деванагарской письменности.

## Династия Газневидов
- Алп-Тегин, эмир 962—963а

## Династия Барсхан
- Себук-Тегин, эмир Газни 977—997, сипахсалар государства Саманидов 994—997
- Исмаил ибн Себук-Тегин, эмир Газни 997—998
- Наср ибн Себук-Тегин, эмир Балха с 997
- Бограчук, брат Себук-Тегина, эмир Герата с 997
- Махмуд Газневи, сипахсалар государства Саманидов 995—997, эмир Газни 998—999, эмир Хорасана 999, султан Газни 999—1030
- Мухаммад Газневи, султан Газни 1030, 1041
- Масуд Газневи, султан Газни 1030—1041
- Маудуд ибн Масуд, султан Газни 1041—1049
- Масуд II ибн Маудуд, султан Газни 1049
- Али ибн Масуд, султан Газни 1049—1051
- Абд ар-Рашид ибн Махмуд, султан Газни 1051—1053
- Кивам ад-Даула Тогрыл, султан Газни 1053 (узурпатор)
- Фаррухзад ибн Масуд, султан Газни 1053—1059
- Ибрахим ибн Масуд, султан Газни 1059—1099
- Масуд III ибн Ибрахим, султан Газни 1099—1115
- Ширзад ибн Ибрахим, султан Газни 1115—1116
- Арслан-шах ибн Масуд, султан Газни 1116—1117
- Бахрам-шах ибн Масуд, султан Газни 1117—1157
- Хосров-шах ибн Бахрам-шах, султан Газни 1157—1160
- Хосров Малик ибн Хосров-шах, султан Газни 1160—1187